# Crkvine (Mladenovac)
Pour les articles homonymes, voir Crkvine.

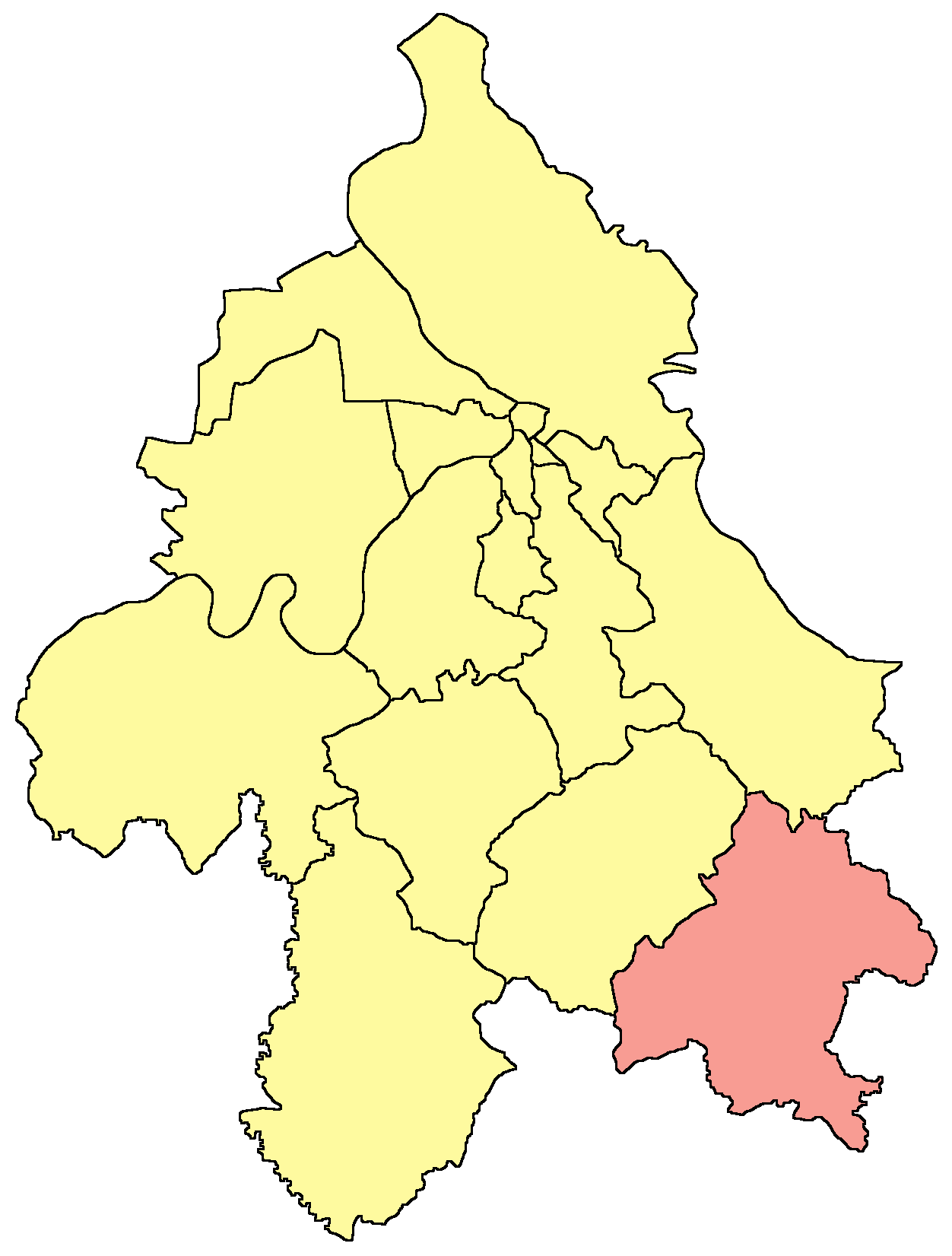
Localisation de la municipalité de Mladenovac dans la Ville de Belgrade

Crkvine (en serbe cyrillique : Црквине) est un village de Serbie situé dans la municipalité de Mladenovac et sur le territoire de la Ville de Belgrade. Au recensement de 2011, il comptait 194 habitants.

## Histoire
Le despote serbe Stefan Lazarević est mort à Crkvine. Un monument y a été érigé en son honneur par son compagnon Đurađ Zubrović en 1427 ; cette stèle est inscrite sur la liste des monuments culturels d'importance exceptionnelle de la République de Serbie.

## Démographie

### Évolution historique de la population
| 1948 | 1953 | 1961 | 1971 | 1981 | 1991 | 2002 | 2011 |
| ---- | ---- | ---- | ---- | ---- | ---- | ---- | ---- |
| 274  | 287  | 281  | 220  | 212  | 221  | 214  | 194  |

|  |